# Винково (Украина)
Винково (укр. Вінкове) — село в Великолучковской сельской общине Мукачевского района Закарпатской области Украины.
Население по переписи 2001 года составляло 76 человек. Почтовый индекс — 89650. Телефонный код — 3131. Занимает площадь 0,417 км². Код КОАТУУ — 2122782802.